# Рейманн Віллем Мадісович
Віллем Мадісович Рейманн (ест. Villem Reimann; 6 (19) березня 1906 — 8 червня 1992) — радянський естонський композитор та музичний педагог. Заслужений діяч мистецтв Естонської РСР (1955). Лауреат Сталінської премії другого ступеня (1951)..

## Життєпис
Віллем Рейманн народився 6 (19 березня ) 1906 року в Парнаві (нині Пярну, Естонія ). Закінчив Талліннську консерваторію за класом композиції в Артура Каппа ( 1933 ) та фортепіано в Артура Лемби ( 1936). У 1937-1938 роках удосконалювався за композицією у Золтана Кодая, Лео Вайнера; з диригування - у Е. Унгера в Музичній академії імені Ференца Ліста в Будапешті. З 1942 року працював викладачем музично-теоретичних предметів та класу камерного ансамблю в Талліннській консерваторії . Доцент ( 1947 ). Професор ( 1965 ). У 1961-1968 роках працював завідувачем кафедрою теорії музики.

## Творчість
- опера «В ім'я світу» («Далекі береги») (1959)
- кантата «Таллін» (1961)
- сюїта «Пташиний базар у Вільсанді» (1937)
- пісні
- оркестрові п'єси
- дві сонати для скрипки та фортепіано (1934, 1945)
- дві сонати для віолончелі та скрипки (1932, 1933)
- струнний квартет (1961)

## Фільмографія
- 1937 — Держава птахів у Вільсанді
- 1940 — Радянська Естонія
- 1947 — Співаючий народ
- 1948 — Весна на батьківщині
- 1949 — Нове життя
- 1950 — Радянська Естонія

## Нагороди і премії
- Державна премія Естонської РСР (1949)
- Сталінська премія другого ступеня (1951) – за музику до документального фільму «Радянська Естонія» (1950)
- Заслужений митець Естонської РСР (1955)
- орден Трудового Червоного Прапора (30.12.1956)